# Vall de Cardós (vall)
|  | Aquest article és sobre la vall d'aquest nom. Per al terme municipal homònim, vegeu Vall de Cardós. |

La vall de Cardós és una de les tres valls que formen la subcomarca natural de les Valls de Tírvia, situada al nord del Pallars Sobirà.
Comprèn els termes municipals d'Esterri de Cardós, Lladorre, Tírvia i Vall de Cardós. En el cas del darrer d'aquests termes, es pot considerar un topònim inapropiat, atès que no tota la Vall de Cardós és dins del municipi d'aquest mateix nom. Els pobles inclosos en els límits d'aquesta vall són Ainet de Cardós, Aineto, Anàs, Arrós, la Bana, Benante, Boldís Jussà, Boldís Sobirà, Bonestarre, Cassibrós, Estaon, Esterri de Cardós, Ginestarre, Graus, Lladorre, Lladrós, Lleret, Noarre, Ribera de Cardós, Surri, Tavascan, Terveu i Tírvia.
Aquesta vall, d'uns 220 km² d'extensió, és més estreta que la quasi paral·lela Vall d'Àneu, i que la veïna Vall Ferrera, totes tres convergents a la zona de Llavorsí. La part septentrional és limítrof amb Occitània. La part mitjana i baixa de la vall discorre de nord a sud, però a la part alta, més amunt de Tavascan, fa un gir: la vall s'estén d'est a oest, i té la capçalera en la carena del nord-oest de la Pica d'Estats.

## Etimologia
Segons Joan Coromines, Vall de Cardós, en bloc, prové del llatí Vallis carduosus (Vall cardós, de cards). Un inicial Vall Cardós altmedieval fou canviat encara en època medieval amb l'afegitó de la preposició de en la forma actual. El topònim apareix ja documentat, en diverses formes llatines, des del 824.

## Límits de la vall
La Vall de Cardós queda emmarcada al nord-oest per la Vall de Tavascan i al Nord-Est per la Vall de Lladorre amb el Mont-roig, de 2.864,3 metres d'altitud i al nord-est pel Sotllo, de 3.072,8. Queden units per una alta carena que és el límit nord de la vall, de la comarca i de Catalunya. D'oest a est es troben el Mont-roig, el Pic de la Roia de Mollàs (2.643,6 m. alt.), la Collada de la Roia (2.482,6), el Coll de Cerbi (2.488,6), el Pic de Mariola (2.663,3), el Port de Mariola (2.564,8), el Pic de Montarenyo (2.616), el Port de Tavascan (2.216,7), el Pic del Port de Tavascan (2.493,3), una segona Collada de la Roia (2.465,2), el Tuc de Marterat (2.666,4), el Port de la Lleia (2.552,3), el Pic de la Lleia (2.775,5), la Collada de l'Estany Blanc (2.698,6), el Tuc de Laussagueda (2.761,5), el Tuc de Montabona (2.795,2), el pic de Certascan Nord (2.839,9), el Tuc de Senó (2.556,1), el Pui del Cap de l'Estany (2.603,3), el Port de Colatx (2.416,1), el Pic de Colatx (2.532,2), el Pic del Turquilla (2.527,8), el Port de Guiló (2.372), el Pic Roi (2.439), el Port d'Aulús (2.340,1), el Pic de Guiló (2.556,2), el Port dels Tres Comtes (2.471,7), el Cap de Guiló (2.615,6), el Pic dels Tres Comtes (2.659,7), les Tuques (2.571,7), el Port de Lladorre (2.466), la Tuca de Salibarri (2.540,9), el Port de l'Artiga (2.472,9), la Punta del Port (2.603 i 2.578,9), el Pic de Salibarri (2.610,9), el Port de Salibarri (2.561,7), el Pic de Broate (2.705,9), el Port de Broate (2.584,9), el Pic de Montestaure (2.659), el Guins d'Ase (2.691,1), el Coll dels Guins d'Ase (2.863,8) i el Pic de Sotllo.
A ponent, fan de límit de la Vall de Cardós la carena que davalla del Mont-roig i passa pel Pic de la Gallina (2.756,5), Pic Major de la Gallina (2.687,5), Pic de Ventolau (2.851,5), Coll del Forn (2.517,3), Pic de la Coma del Forn (2.683), Coll de Finestres (2.622,9) i Campirme (2.632,7), d'on segueix cap a migdia per la Serra de Campirme, amb el Turó de Vialada (2.565,2), Penyes Negres (2.435,6), Collada de Montalto (2.139,2). Montalto (2.217,9 i 2.217,4), Coll de Campirme (2.021,7), on acaba la Serra de Campirme. Fent un parell de canvis de direcció, el límit de la vall va a buscar el Cap de la Rocagran (2.163,4) i la Collada de Burgo (2.140,5), on enllaça amb la Serra de Cerdanyís, en direcció sud-oest, fins que arriba al cim de lo Calbo (2.290,6). En aquest lloc trenca cap al sud-est i emprèn per la Serra Plana, amb el Pui de Missa (2.248,1). Sempre per la carena, cap al sud, passa pel Portaló (1.828,6), Coll d'Orla (1.831,5), Pla d'Arides (1.891,6), fins que enllaça, ja cap al sud-est, amb la Serra d'Aurati, amb el Pui de Pouet (2.021,6) en el seu punt més alt. Tot seguit segueix una altra Serra Plana i el Carbadiu Blanc, fins que arriba a la Collada dels Malls (1.586,6) i el Roc dels Malls (1.615,4), límit sud-occidental de la vall.
A llevant, des del Sotllo el límit de la Vall de Cardós passa a l'oest de la Pica d'Estats, de primer en direcció est-oest, per anar-se torcent diverses vegades, i acabant en direcció nord-sud. Des del Sotllo va cap al Pic dels Estanys (2.956), Coll de Canedo (2.712,6), Pic de Baorte (2.933,8), sempre per la carena més alta, Coll de Sellente (2.488), Tres Pics (2.648,5), Coll de la Llaguna (2.595,4), Roca Cigalera (2.667,8), el Becero, Roc d'Ausinsi (2.545,3), Collada de Boldís (2.451,4), Montarenyo de Boldís (2.592,9), Coll dels Berdissos (2.452), Racó Roi (2.477,1), Escales de Pallars (2.368,1), Coll de la Pleta dels Ceps (2.242,8), fins a emprendre per la Serra de Tudela, ja decididament cap a migdia, que passa pel Tudela (2.327,8) i el Coll de Tudela (2.239,3). En aquest coll enllaça amb la Serra de Costuix, on passa per lo Tufello (2.336,5). Després torna a girar cap al sud-oest, va a cercar la Muntanyeta de Besan (2.157,3), on torna a seguir la direcció oest. S'adreça al Pui de Migdia (2.051,6), torna a tòrcer cap al sud-oest pel Fontllongo, fins que arriba al Pui de Cassibrós (2.085,1). Pel Pla de Cortina, va a buscar la Serra de Niarte, que torna a girar cap al sud, i passa pel Turó de Fleco (1.497,1) i arriba al Roc de Sant Miquel (1.302), extrem sud-oriental de la Vall de Cardós.
El límit meridional de la vall no segueix una línia especialment destacable. Des del Roc dels Malls s'adreça cap al nord-est per la carena que separa el Barranc d'Aurati del de la Llosissa, fins a arribar a la Noguera de Cardós en el lloc conegut com a Forat de Cardós, i torna a pujar cap al Roc de Sant Miquel en direcció sud-est sense seguir cap carena.

## La Noguera de Cardós
La Noguera de Cardós és el corrent d'aigua que vertebra la Vall de Cardós i que neix a Tavascan amb la confluencia del riu de Lladorre i el riu de Tavascan, que li dona el nom. Ara bé, la part alta de la vall és un complex conjunt de capçaleres de valls, estanys, barrancs, que en un primer moment conformen el Riu de Lladorre, també anomenat Noguera de Lladorre. Aquest riu, que es forma al Pla de Castellassos per la unió del Riu de Romedo, que baixa del Pla de Boavi, Riu de Certascan, que baixa de l'Estany de Certascan i Riu de Naorte, que ho fa del de Naorte. Aquesta capçalera és un contínuum de torrents, gorgues i estanys.
Molt aviat el riu és aprofitat amb la Presa de Montalto, i més endavant es troba el Pantà de Tavascan. Tots dos foren aprofitats des del primer terç del segle XX per a la producció d'electricitat, juntament amb tota una sèrie de petites centrals per a subministrament local. Hi destaca la Central elèctrica de Tavascan, situada al nord-est del poble d'aquest nom, a la dreta del Riu de Lladorre i a la cua del Pantà del mateix nom que el poble i la central.
Al llarg del seu curs, el Riu de Lladorre rep molts afluents per tots dos costats, rius, barrancs i canals de curs muntanyenc. A migdia del poble de Lladorre, el Riu d'aquest nom rep per l'esquerra el Riu de Sant Miquel, que ve dels Boldissos (Boldís Sobirà i Boldís Jussà), i just passat el poble de Lladrós, el Riu de Lladorre passa a ser la Noguera de Cardós. Al cap de poc rep per l'esquerra el Torrent d'Esterri, que procedeix d'Esterri d'Àneu, i just havent deixat enrere Ribera de Cardós, rep per la dreta el Riu d'Estaon. Són aquests els cursos d'aigua més importants que rep la Noguera de Cardós, de més recorregut i aportació que la resta de barrancs que en configuren la conca. El darrer tram d'aquest riu, passat ja el Forat de Cardós, és fora de la Vall de Cardós, i és on rep l'aportació de la Noguera de Vallferrera, i on continua per abocar-se en la Noguera Pallares a Llavorsí.

## Història
La Vall de Cardós fou, fins a l'extinció dels senyorius, dels comtes de Pallars. Fou manllevat, per conquesta de la comarca, pels ducs de Cardona, que de seguida obtingueren el títol de marquesos de Pallars.

## El romànic a la vall
Malgrat que no sigui tan conegut com altres valls pirinenques, el romànic a la Vall de Cardós és força notable. S'hi troben les esglésies romàniques següents:
- Terme d'Esterri de Cardós

| - Sant Lliser de Benante | - Sant Pau i Sant Pere d'Esterri de Cardós | - Santa Maria de Ginestarre |

- Terme de Lladorre

| - Sant Romà d'Aineto - Sant Pere de Boldís Jussà | - Santa Eulàlia de Casa Serra | - Sant Simó de Tavascan |

- Terme de Tírvia

| - Mare de Déu del Roser de Forques | - Mare de Déu de la Pietat de Tírvia | - Sant Feliu de Tírvia |

- Terme de Vall de Cardós

| - - Antic terme d'Estaon - Sant Romà d'Anàs - Santa Maria de Bonestarre - Santa Eulàlia d'Estaon - Santa Maria de la Llata - Sant Martí del Pui | - - Antic terme de Ribera de Cardós - Sant Andreu de Cassibrós - Santa Maria de Ribera de Cardós - Santa Coloma vella de Surri - Sant Feliu de Surri - Sant Joan de Surri |

## Clima
El clima de la Vall de Cardós és alpí, amb pluja i neu abundant (Tavascan marca una mitjana anual de 742 mm, i als cims, depassa els 1.000). Tot l'any és abundós en pluges, i l'hivern és fred. Això limita els conreus, que se cenyeixen a alguns cereals, com ordi i blat, a la part plana del fons de la vall, patates de secà, blat marcenc i sègol a les alçàries, i petits horts als llocs de regadiu, bàsicament els fons de vall.

## Vegetació
Fins als 2.000 metres d'altitud es troba prat pirinenc i boscos de pins i avets; més avall es comencen a trobar camps de blat de moro i de cereals, boscos de freixes i de bedolls, amb alzines i alguns roures aïllats. Hi estan en expansió els prats de dalla.

## Activitat econòmica
Antigament, la Vall de Cardós basava la seva economia en la ramaderia, inicialment ovina i cavallina, més endavant bovina amb una mica de porcí, i una incipient indústria del ferro i la molta. Durant el segle xix es produí una aturada de les fargues, cosa que va provocar, atiada per la industrialització d'altres llocs de Catalunya, una emigració important de la vall. L'explotació del bosc i el derivat de la construcció del Complex hidroelèctric de l'alta vall de Cardós i de la central hidroelèctrica de Llavorsí va animar la vall a la primera meitat del segle xx, i a partir del darrer terç d'aquest mateix segle, el turisme ha estat una font de riquesa important per a la vall.

## La població
Ribera de Cardós ha estat tradicionalment la capital de la vall. Havia estat seu d'un deganat eclesiàstic, cosa que parla de la importància que tingué en altres temps aquesta vila.